# Savages (álbum de Soulfly)
Savages es el noveno álbum de estudio de la banda brasileña-estadounidense de groove metal Soulfly. Fue lanzado el 30 de septiembre de 2013 a través de Nuclear Blast y fue producido por Terry Date. Es el primer álbum en el que el baterista Zyon Cavalera, hijo del líder Max, participa a tiempo completo tras la marcha de David Kinkade en 2012. 
El primer sencillo del álbum, "Bloodshed", en el que aparece el otro hijo de Max (y hermano de Zyon), Igor, debutó en el programa de rock BBC Radio 1 el 6 de agosto de 2013.
El álbum debutó en el puesto número 84 en el Billboard 200, vendiendo 4.700 copias durante la primera semana después del lanzamiento.

## Lista de canciones
Todas las canciones escritas y compuestas por Max Cavalera, excepto algunas notas. 
| Edición estándar |                                                           |          |  |
| N.º              | Título                                                    | Duración |  |
| 1.               | «Bloodshed» (con Igor Cavalera Jr.)                       | 6:55     |  |
| 2.               | «Cannibal Holocaust»                                      | 3:29     |  |
| 3.               | «Fallen» (con Jamie Hanks)                                | 5:55     |  |
| 4.               | «Ayatollah of Rock 'n' Rolla» (con Neil Fallon de Clutch) | 7:29     |  |
| 5.               | «Master of Savagery»                                      | 5:10     |  |
| 6.               | «Spiral»                                                  | 5:34     |  |
| 7.               | «This Is Violence»                                        | 4:23     |  |
| 8.               | «K.C.S.» (Kill, Cut, Scalp) (con Mitch Harris)            | 5:15     |  |
| 9.               | «El Comegente»                                            | 8:17     |  |
| 10.              | «Soulfliktion»                                            | 5:43     |  |

| Edición especial |                |          |  |
| N.º              | Título         | Duración |  |
| 11.              | «Fuck Reality» | 5:25     |  |
| 12.              | «Soulfly IX»   | 5:55     |  |

## Personal
Soulfly
- Max Cavalera – voz, guitarra de cuatro cuerdas, sitar
- Marc Rizzo – guitarra principal, guitarra flamenca, sitar
- Tony Campos – bajo, bajo acústico, voz en "El Comegente"
- Zyon Cavalera – batería, percusión

Músicos invitados
- Neil Fallon - voz adicional en "Ayatollah of Rock 'n' Rolla"
- Mitch Harris - voz adicional en "K.C.S."